# Warząchewka Polska
Warząchewka Polska – wieś w Polsce, położona w województwie kujawsko-pomorskim, w powiecie włocławskim, w gminie Włocławek.
| SIMC    | Nazwa       | Rodzaj    |
| ------- | ----------- | --------- |
| 1035934 | Wikaryjskie | część wsi |

W latach 1975–1998 miejscowość administracyjnie należała do województwa włocławskiego. Według Narodowego Spisu Powszechnego (III 2011 r.) liczyła 460 mieszkańców. Jest piątą co do wielkości miejscowością gminy Włocławek.